# Harstena
Harstena ist eine Schäreninsel in Schweden und zudem ein Ausflugsziel. Sie liegt in der Gemeinde Valdemarsvik in der historischen Provinz Östergötland.

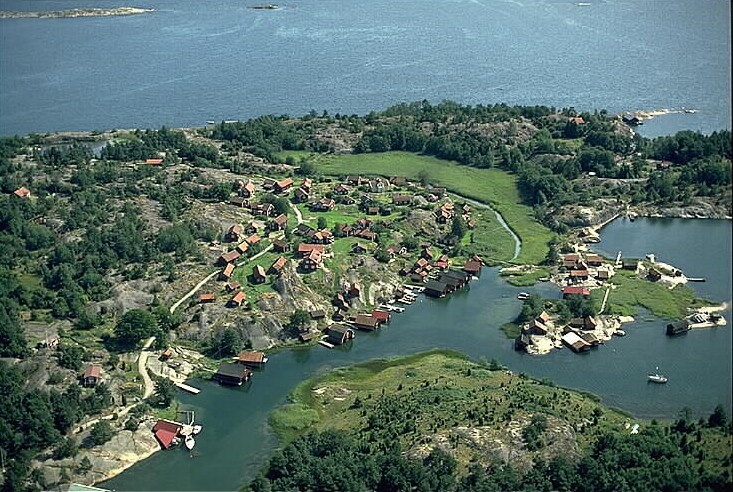
Harstena

Die erste Besiedelung der Insel fand im Jahr 1543 statt, als sich Fischer auf den Inseln für die Jagd auf Seerobben niederließen. 1921 wurde auf Harstena eine Schule errichtet, 1930 bekam die Insel eine Telefonverbindung und 1945 wurde sie elektrifiziert. Seit 1965 stehen die Seerobben unter Artenschutz und dürfen nicht mehr gefangen werden. 
Heute leben nur noch sehr wenige Menschen das ganze Jahr auf Harstena. Einige besitzen ein kleines Sommerhaus, wo sie den Sommer verbringen. Die Insel ist heute ein interessantes Ausflugsziel, wo man auch ein Museum über die Geschichte der Insel besuchen kann.